# Filicampus tigris
Filicampus tigris es una especie de pez de la familia Syngnathidae, en el orden de los Syngnathiformes.
Su nombre común es pez pipa tigre. 

## Morfología
Los machos pueden alcanzar 29,6 cm de longitud total.

## Reproducción
Es ovovivíparo y el macho transporta los huevos en una bolsa ventral, la cual se encuentra debajo de la cola. Los huevos, de color ámbar y con forma de pera, están embebidos parcialmente en un trozo de piel, en el que los embriones reciben oxígeno de los capilares circundantes.
Los machos pueden criar cuando alcanzan los 17,5 cm de largo.

## Hábitat
Es un pez  de mar, de clima subtropical y demersal. Los adultos ocurren en fondos de limo, arena, escombro y rocas. Habita entre 2-27 m de profundidad.

## Distribución geográfica
Es especie endémica de Australia: Australia Occidental, Australia Meridional, Queensland y Nueva Gales del Sur.